# Tejuela

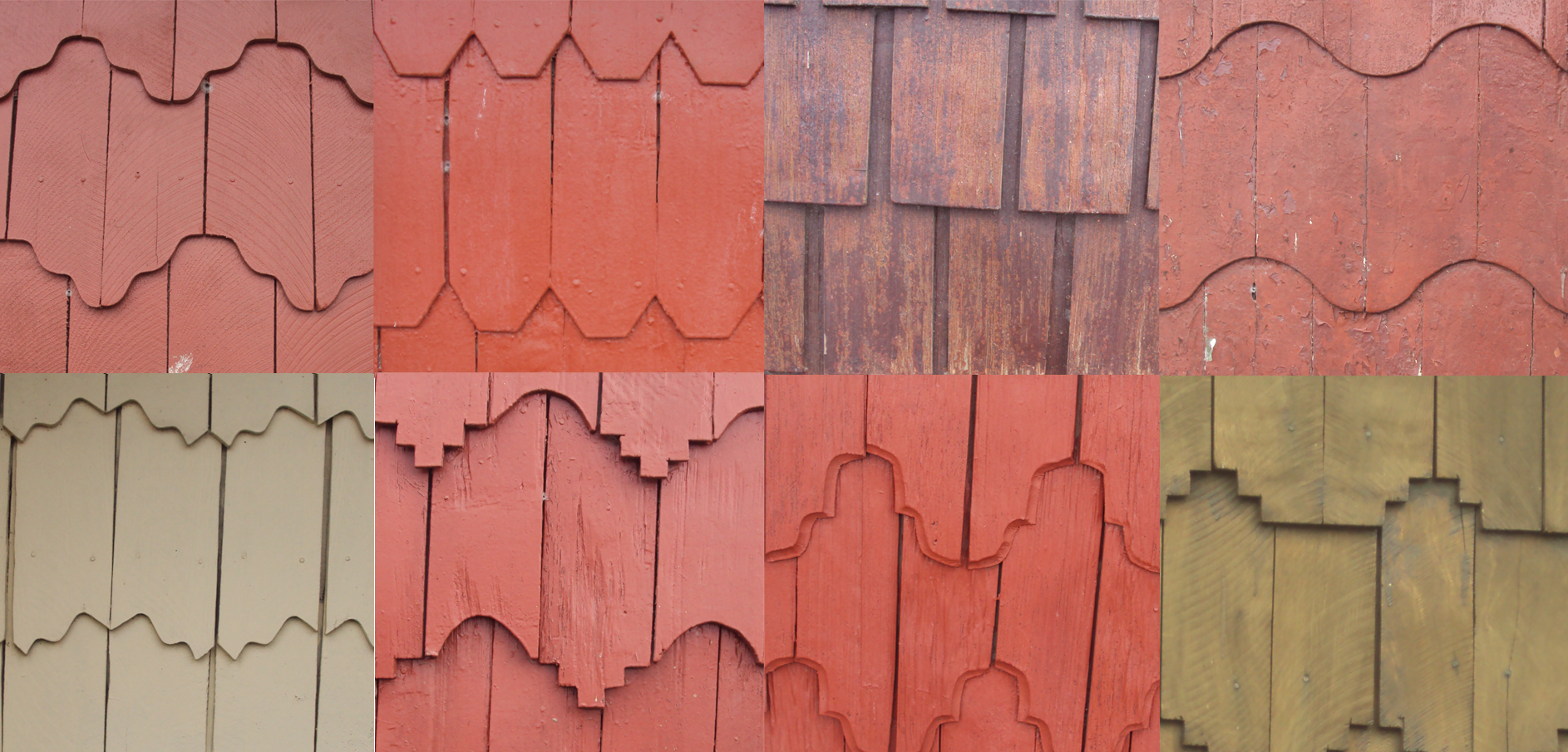
Distintos modelos de tejuelas de alerce.

Una tejuela, también llamada antiguamente pizarrilla es un trozo de madera plano y delgado de forma rectangular, con dimensiones  entre 60 cm de largo, 10 a 15 cm de ancho y hasta 1 cm de espesor: Las tejuelas son usadas para el revestimiento de fachadas y techos. Su uso es muy común en la zona sur de Chile, principalmente en la Región de Los Lagos y en particular en el archipiélago de Chiloé. Además es usada en Canadá, donde se producen de madera de cedro.
La madera más empleada en Chile es el alerce, por su resistencia a la humedad, pero a causa de la tala excesiva, esta especie se encuentra amenazada en su supervivencia y está prohibido cortar ejemplares vivos.

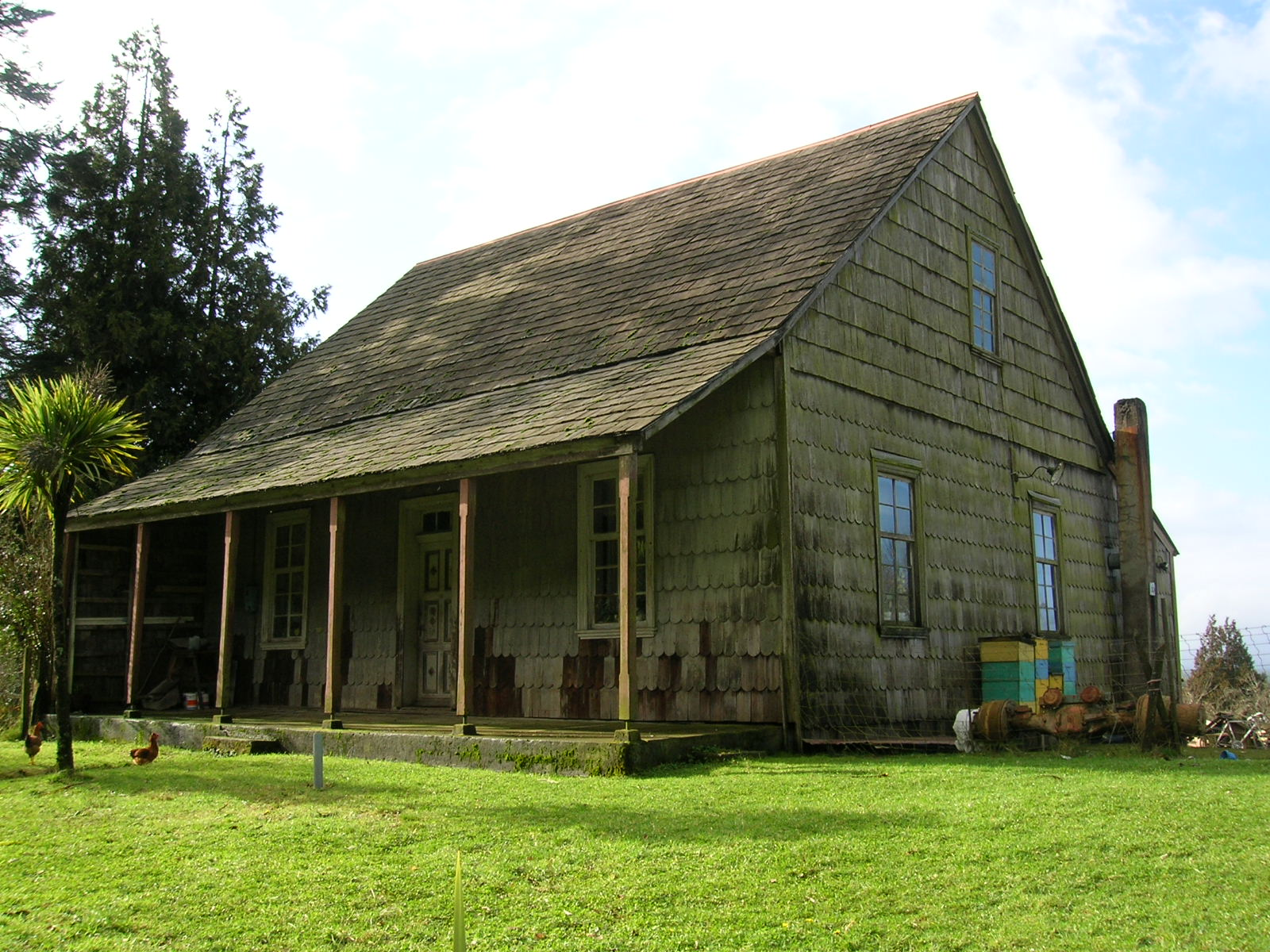
Casa de la provincia de Llanquihue, enteramente revestida de tejuelas

La forma más común es la rectangular, usándose otras formas (diagonal, cóncava, redondeada, etc.) para crear un efecto estético. Se elaboran a partir de un bloque de madera, que se golpea con una azuela por uno de sus extremos, y como la fibra es recta, se desprende una tejuela. Los despuntes con fines estéticos se hacen en forma posterior.
Hoy en día se han desarrollado tejuelas sintéticas de fibrocemento o recicladas de construcciones antiguas. Se coloca montando una sobre otra para evitar el paso de la lluvia y el frío. La parte visible de la tejuela es casi 1/3 de su largo total y el dibujo depende de las distintas formas de cortar el extremo visible. Antiguamente se usaba una de 90 cm de largo, 15 cm de ancho y 1 cm de espesor; actualmente se usa una más corta de 50 cm de largo.